# Julian Turi
Julian Turi (* 3. Juli 2001 in Mödling) ist ein österreichischer Fußballspieler.

## Karriere

### Verein
Turi begann seine Karriere bei der 1. SVg Wiener Neudorf. Im Jänner 2009 wechselte er in die Jugend des FC Admira Wacker Mödling, bei dem er ab der Saison 2015/16 auch in der Akademie spielte. Im März 2018 debütierte er gegen den SKU Amstetten für die Amateure der Admira in der Regionalliga. Bis zum Ende der Saison 2017/18 kam er zu neun Einsätzen für Admira II. In der Saison 2018/19 absolvierte der Verteidiger 13 Regionalligapartien. In der Saison 2019/20 kam er bis zum Saisonabbruch zu neun Einsätzen in der dritthöchsten Spielklasse.
In der Saison 2020/21, die im Amateurbereich ebenfalls abgebrochen wurde, spielte er viermal in der Regionalliga. Im Mai 2021 debütierte er für bei seinem Kaderdebüt für die Profis in der Bundesliga, als er am 32. Spieltag der Saison 2020/21 gegen den SCR Altach in der 81. Minute für Julian Buchta eingewechselt wurde.
Zur Saison 2021/22 wechselte er zum Ligakonkurrenten SV Ried. In seinem ersten Halbjahr in Ried kam er allerdings nur für die Amateure in der Regionalliga zum Einsatz. Daher wurde er im Jänner 2022 auf Kooperationsbasis an den Zweitligisten SK Vorwärts Steyr verliehen. Bis zum Ende der Leihe kam er zu 15 Einsätzen in der 2. Liga für Steyr. Zur Saison 2022/23 kehrte er wieder nach Ried zurück. Für Ried spielte er 19 Mal in der Bundesliga. Mit dem Klub stieg er allerdings zu Saisonende aus dem Oberhaus ab, woraufhin er das Team verließ.
Zur Saison 2023/24 wechselte er dann zum Zweitligisten DSV Leoben. Für Leoben absolvierte er 29 Zweitligaspiele. Nachdem dem Verein nach der Saison 2023/24 jedoch die Zweitligazulassung entzogen worden war, verließ er den Verein wieder. Zur Saison 2024/25 schloss Turi sich daraufhin dem Zweitligisten Kapfenberger SV an.

### Nationalmannschaft
Turi spielte im Oktober 2015 erstmals für eine österreichische Jugendnationalauswahl. Für die U-17-Auswahl kam er zwischen September 2017 und März 2018 zu acht Einsätzen. Im November 2018 spielte er gegen Tschechien einmal für das U-18-Team. Im März 2020 absolvierte er gegen Slowenien sein einziges Spiel für die U-19-Auswahl.